# Inhalothérapeute
L’inhalothérapeute est une profession de la santé dont l’expertise en soins du système cardiorespiratoire est reconnue par le Code des professions du Québec. Ce terme semble être utilisé davantage au Québec ; il est aussi utilisé au Nouveau-Brunswick. Dans le reste du Canada et dans d'autres pays, on parle plutôt de « Respiratory Therapist ».
En France, ces tâches sont dévolues entre autres à l’infirmier anesthésiste ou au kinésithérapeute. Au Maghreb, elles sont assumées notamment, en partie, par les diplômés d'État (Maroc) ou par des techniciens supérieurs de la santé publique (Tunisie) spécialisés en anesthésie-réanimation.

## Un peu d’histoire
Quelques repères chronologiques permettent de décrire une courte histoire de l'inhalothérapie :
- 1950 — La naissance de cette profession remonte à la fin des années 1950. Cherchant une solution pour pallier le manque de personnel auxiliaire pour administrer l’oxygène aux malades, le Dr Louis Lamoureux, alors chef du service d’anesthésie de l’Hôpital Notre-Dame, propose lors d’une assemblée générale de la Société canadienne des anesthésistes de former des oxygénothérapeutes.

- 1964 — Naissance de la première école d’inhalothérapie au Canada : l’École de technologie en thérapie inhalatoire de l’Institut Lavoisier de l’Hôpital St-Joseph de Rosemont (devenue depuis l’Hôpital Maisonneuve-Rosemont). La direction a été confiée au Dr Roméo Soucy (1926-2011), biochimiste et chef du laboratoire de physiologie respiratoire de l’Hôpital Saint-Joseph de Rosemont, considéré par plusieurs et à juste titre comme le père fondateur de l’inhalothérapie au Québec.

- 1969 — Le programme intègre le réseau collégial au Cégep de Rosemont avec un programme technique de trois ans nommé Inhalothérapie. À la même époque, l’Association des anesthésiologistes du Québec (AAQ), désireuse de former des professionnels exclusivement dédiés à assister les anesthésistes dans leurs tâches quotidiennes au bloc opératoire, propose d’ajouter un volet « assistance anesthésique » à la formation initiale des inhalothérapeutes déjà orientée vers les techniques spécifiques de support à la respiration et à la circulation. Le programme, rebaptisé Cours d’inhalothérapie – anesthésie, sera alors enseigné dans seulement 5 cégeps à travers la province.

## Formation
L’inhalothérapeute doit être titulaire d’un diplôme d’études collégiales en techniques d’inhalothérapie et d’anesthésie. Le programme collégial 141.0A « Techniques d'inhalothérapie » comprend, entre autres, les cours et stage associé au secteur de l'assistance anesthésique. Il existe aussi un certificat de perfectionnement de niveau universitaire en soins critiques et assistance anesthésique.
Au Québec, les collèges enseignant cette discipline en français sont les suivants: le Cégep de Rosemont, le Cégep de Sherbrooke, le Cégep de Sainte-Foy, le Cégep de Chicoutimi, le collège Ellis au campus de Trois-Rivières et au campus de Longueuil, ainsi que tout nouvellement le Cégep de l'Outaouais au campus Gabrielle-Roy, le Cégep de Valleyfield et le Cégep de Drummondville. D'autre part, il est également possible de poursuivre cette formation en anglais au Vanier College.

## Aptitudes et qualités souhaitées
Les aptitudes et qualités souhaitées du professionnel en inhalothérapie ont été précisées, bien que cette liste ne soit non exhaustive :
- avoir une bonne santé et une bonne condition physique car la personne aura à travailler de longues heures debout et à se déplacer d’un patient à l’autre;
- posséder de l’habileté et bonne dextérité manuelles, pour manipuler efficacement les différents appareils et instruments délicats;
- aimer travailler avec le public car les contacts avec les patients(es) et leur famille sont constants ;
- sens des responsabilités pour surveiller, souvent en toute autonomie aux soins intensifs et au bloc opératoire, les fonctions vitales de la personne ;
- travailler avec minutie et précision et avoir le souci du travail bien fait, certaines techniques comme l’intubation endotrachéale et la ponction radiale demandent beaucoup de doigtés car la personne aura à manipuler des appareils délicats et effectuer de façon précise des manœuvres comme en cardiorespiratoire par exemple ;
- faire preuve d’un sens aiguisé de l’observation, d’esprit d’analyse et de synthèse pour bien analyser la situation, prévoir et être prêt à intervenir s’il y a un imprévu ;
- démontrer de l’assurance dans ses gestes et un contrôle de ses émotions (empathie) ;
- posséder de la facilité de travailler en équipe parce que les collaborations interprofessionnelles sont nombreuses avec les anesthésistes, les chirurgiens, les urgentologues, etc.
- conserver son sang-froid dans les situations critiques ;
- posséder un bon jugement, l’esprit d’initiative et de bons réflexes pour être prêt à intervenir lors d’une complication en salle d’opération ou de réanimation ou aux soins critiques par exemple ;
- être à l’écoute (calme, patience et discrétion sont nécessaires pour rassurer un(e) patient(e)) ;
- avoir le sens de l’organisation pour bien planifier les différentes procédures et interventions cliniques.

## Patientèles
Les types d'usagers sont, bien que non limitativement, plus fréquents dans la pratique de l'inhalothérapeute :
- néonatale ;
- pédiatrique ;
- adulte ;
- gériatrique ;
- patientèle spécifique (intervention éducative et motivationnelle, suivi clinique…) : malade pulmonaire (exemple : asthme, mucoviscidose, bronchopneumopathie chronique obstructive), cessation tabagique, etc.

## Champs d’activité clinique
L'inhalothérapeute pratique, bien que non limitativement, dans les champs d'activité clinique suivants :
- Soins critiques (soins intensifs et urgence): ventilation mécanique (invasive et non invasive), intubation endotrachéale, assistance à la bronchoscopie, surveillance respiratoire, surveillance du dispositif de drainage thoracique, caisson hyperbare, administration de surfactants, ECMO et auto-transfusion (formation supplémentaire), réanimation cardiopulmonaire, transfert de patients intubés ou nécessitant une surveillance respiratoire, inter-hospitalier et intra-hospitalier transfert de patients intubés à un examen (scan, angiographie, coronarographie, résonance magnétique), etc.

- Soins cardiorespiratoires généraux : aérosolthérapie, oxygénothérapie, culture d'expectoration et d'influenza, saturométrie, capnographie, etc.

- Assistance à l’anesthésie (coma artificiel) et sédation analgésie : bloc opératoire (exemple : intervention chirurgicale) et hors bloc (exemple : urgence, radiologie, clinique ambulatoire), etc.

- Épreuves diagnostiques de la fonction cardiorespiratoire : prélèvements de gaz sanguins, épreuves reliées à la fonction respiratoire et cardiaque (exemple : ECG au repos et à l'effort), polysomnographie, etc.

## Secteurs d'activité

### Des soins très critiques
La respiration, tout comme la communication, est au cœur du travail des inhalothérapeutes. Ainsi, aux soins intensifs et à l’urgence, ils s’occupent des patients dont la condition est critique et souvent instable ou qui, en raison d’une chirurgie ou d’un autre problème comme une blessure, un accident, une infection ou la complication d’une maladie existante, sont incapables de respirer seuls, sans assistance. On installe alors un respirateur artificiel, qui, pour un temps plus ou moins long selon la pathologie, assurera une ventilation artificielle, mécanique.
Chaque patient sous assistance ventilatoire est visité plusieurs fois par jour par l’inhalothérapeute. Il mesure les différents paramètres (volumes et pressions pulmonaires, fréquence respiratoire, taux d’air enrichi d’oxygène, etc.) et les compare à ceux générés par le respirateur. Il vérifie le bon positionnement de la sonde d'intubation endotrachéale insérée dans la bouche en auscultant les poumons et en étudiant la radiographie du thorax. Il s’assure aussi de la solidité de la fixation qui la tient en place et la remplace au besoin.
Lorsque le médecin traitant arrive pour la tournée médicale, l’inhalothérapeute se joint à l’équipe multidisciplinaire qui s’arrête au chevet de chacun des patients pour discuter de l’évolution de la maladie, du traitement approprié et du plan d’intervention selon les objectifs attendus.
L’inhalothérapeute doit posséder un excellent jugement clinique, de l’initiative pour prendre des décisions et intervenir rapidement — parfois même en l’absence du médecin.

### Coma artificiel
S’il est un endroit où ses qualités sont mises à profit, c’est au bloc opératoire où les inhalothérapeutes surveillent les fonctions vitales du patient et assurent le bon fonctionnement des appareils utilisés. Au Québec, l’inhalothérapeute exerce en assistance anesthésique depuis près de 40 ans. Il assure en toute autonomie la surveillance clinique de la condition de la personne sous anesthésie ou sous sédation-analgésie.
Un peu plus du tiers des inhalothérapeutes québécois travaillent au bloc opératoire où ils sont les assistants reconnus des anesthésiologistes. Lors d’une anesthésie générale, le patient est paralysé et ne peut donc pas respirer par lui-même. Comme pour les patients aux soins intensifs, on lui insère un tube dans la gorge (intubation endotrachéale) et on le branche à un respirateur. Il reçoit aussi tout un cocktail de médicaments qui le rendra insensible à la douleur et lui fera perdre conscience.
On induit un coma artificiel. Le rôle de l’inhalothérapeute consiste à préparer les équipements, le matériel, les médicaments et à installer les appareils qui serviront à surveiller les fonctions vitales : les battements cardiaques, la température du corps, la fréquence de la respiration, le taux d’oxygène, etc. À partir du moment où l’opération commence, l’anesthésiste et l’inhalothérapeute se relaient pour assurer une présence constante au chevet du patient. Ils surveillent les moniteurs et les signes vitaux, bien sûr, mais aussi le niveau de stress subi par le patient. Car même sous anesthésie générale, le corps peut ressentir de la douleur. Des signes cliniques — la sueur au front par exemple, ou une augmentation de la pression artérielle et de la fréquence des battements cardiaques — indiquent que l’effet des médicaments se dissipe et qu’il faut renouveler la dose. Cela demande non seulement une vigilance de tous les instants, mais aussi une excellente connaissance des médicaments et de leurs effets.

### La sédation-analgésie
La sédation-analgésie est définie comme étant l’administration de médicaments ou de substances qui servent à altérer l’état de conscience d’une personne, sa perception de la douleur et sa tolérance à l’environnement, tout en lui permettant une réponse à la stimulation verbale ou tactile et le maintien d’une fonction ventilatoire adéquate en tout point. Elle est alors dite « procédurale » ou « de confort ».
La sédation procédurale a comme principaux objectifs de permettre le contrôle et la tolérance à la douleur de l’usager afin de :
- permettre un certain degré d’amnésie
- réduire l’anxiété
- réduire l’inconfort (douleur) lié à la procédure
- réduire les mouvements de l'usager pouvant nuire à la procédure
- faciliter la collaboration de l’usager.

L’équipe qui prend en charge la sédation-analgésie est composée d’un médecin ou d’un dentiste responsable qui prescrira la médication appropriée ou le protocole à respecter. Le rôle et les responsabilités de l’inhalothérapeute peuvent varier d’un établissement à l’autre, toutefois, sa présence auprès du patient est continue.

### Les épreuves diagnostiques
L’inhalothérapeute joue aussi un rôle dans l’élaboration de diagnostics. Il intervient au côté du médecin dans l’évaluation de l’état cardiorespiratoire du malade avant, pendant et après le traitement. De plus, il évalue l’efficacité des traitements et enseigne aux patients comment améliorer ou maintenir leur état de santé.
Au laboratoire d’épreuves diagnostiques, l’inhalothérapeute reçoit les personnes susceptibles de présenter des problèmes pulmonaires comme l’asthme, l’emphysème ou encore — et c’est de plus en plus fréquent — que l’on soupçonne de souffrir de troubles du sommeil. Ils ont en main une prescription pour divers tests de la fonction respiratoire au repos, à l’effort ou lors du sommeil. Après avoir établi l’histoire médicale du patient, l’inhalothérapeute effectue les tests prescrits en le faisant respirer dans un appareil qui mesure sa capacité à inspirer et expirer. Il valide aussi les résultats des tests avant la transmission au médecin traitant parce qu’ils lui serviront à établir un diagnostic précis et un plan de traitement adapté.
D’autre part, il participe aussi à l’élaboration diagnostique par :
- des épreuves de gazométrie sanguine;
- des épreuves diagnostiques de la fonction cardiorespiratoire au repos et à l’effort;
- des épreuves diagnostiques invasives de la fonction cardiaque;
- des prélèvements de sécrétions bronchiques pour cytologie et bactériologie.

### Soins respiratoires à domicile
Le travail de l’inhalothérapeute aux soins à domicile consiste majoritairement au suivi d’une clientèle âgée, surtout atteinte de maladie pulmonaire obstructive chronique (MPOC) qui comprend la bronchite chronique et l’emphysème. L’intervention éducative et motivationnelle ainsi que le suivi qu’il effectue auprès de cette clientèle et de sa famille permet d’améliorer leur qualité de vie et leur autonomie. Il ne faut pas oublier que ces patients sont de grands utilisateurs des soins de santé et consultent fréquemment soit à l’urgence, soit à la clinique sans rendez-vous. En apprenant à apprivoiser leur maladie, à reconnaître les symptômes de détérioration de leur état, à économiser leur énergie physique par des exercices simples de respiration, ils renforcissent leur estime d’eux-mêmes et consultent moins souvent à l’urgence.
Il faut souligner l’autonomie dont jouissent les inhalothérapeutes dans ce contexte. Au service à domicile, les inhalothérapeutes sont encadrés par des protocoles de suivi et d’intervention qui leur permettent par exemple de commencer un traitement avec un antibiotique ou de la cortisone, selon le tableau clinique que présente un patient. Les inhalothérapeutes procèdent aussi au suivi et au soutien techniques des différents équipements utilisés à domicile tels les concentrateurs d’oxygène qui extraient l’oxygène de l’air ambiant, les appareils pour traiter l’apnée du sommeil, les compresseurs pour les traitements d’aérosol, pour ne nommer que ceux-là.

## Salaire
Le salaire d'un inhalothérapeute au Québec en 2018 varie de 23,12 $ à 36,22 $ de l'heure. Le salaire d'un inhalothérapeute est inférieur à celui d'une infirmière. À cela s'ajoutent des primes pour les inhalothérapeutes qui travaillent le soir, la nuit, les fins de semaines et pour ceux responsables des soins intensifs, du bloc opératoire ou de l'urgence.

## Lieux de pratique
L'inhalothérapeute travaille dans les hôpitaux, CLSC, CHSLD, clinique privée, centre de recherche, représentant de compagnie de produits médicaux. Il peut aussi se déplacer à domicile.

## L'Ordre professionnel des inhalothérapeutes du Québec (OPIQ)
La mission principale de l’Ordre professionnel des inhalothérapeutes du Québec est d’assurer la protection du public en surveillant l’exercice de la profession selon des normes élevées et en favorisant l'actualisation et le développement des compétences dans le but de garantir des soins et des services de qualité en inhalothérapie. L'OPIQ exerce, en partenariat, un rôle prépondérant en matière de prévention, de promotion et de soins en santé cardiorespiratoire.
Afin de pouvoir exercer cette profession au Québec, le détenteur d'un diplôme d'études collégiales (DÉC) en techniques d'inhalothérapie doit également devenir membre de cet ordre professionnel.